# Maarten Swerts
Maarten Swerts (20 januari 2004) is een Belgisch voetballer die sinds 2025 uitkomt voor FC Wezel Sport.

## Clubcarrière
Swerts begon met voetballen bij KSK Branddonk, waar KVC Westerlo hem al gauw kwam oppikken. In 2014 ruilde hij de jeugdopleiding van Westerlo voor die van KRC Genk. In juni 2021 ondertekende hij er een contract tot 2024. Op 14 augustus 2022 maakte hij zijn profdebuut in het shirt van Jong Genk, het beloftenelftal van Genk dat in het seizoen 2022/23 zijn intrede maakte in Eerste klasse B: op de openingsspeeldag liet trainer Hans Somers hem in de 4-1-zege tegen Lierse Kempenzonen in de slotfase invallen voor Kamiel Van De Perre.
Swerts kwam in zijn debuutseizoen in Eerste klasse B elf keer in actie, waarvan weliswaar slechts twee keer als basisspeler. Zijn eerste basisplaats kreeg hij op de zevende competitiespeeldag tegen FCV Dender EH, een wedstrijd die Jong Genk met 0-2 verloor – al viel de 0-2 pas een paar minuten nadat Swerts naar de kant was gehaald. Zijn tweede en laatste basisplaats kreeg hij op 9 december 2022, toen Jong Genk met 1-2 verloor van Club NXT. Swerts begon het seizoen 2022/23 ook als aanvoerder van de Genkse U19 in de UEFA Youth League, maar door een rode kaart in de slotfase van de terugwedstrijd tegen Slavia Praag in de eerste ronde miste hij de twee wedstrijden tegen Coleraine FC in de tweede ronde en de wedstrijd tegen Juventus FC in de tussenronde.
In juli 2023 ondertekende Swerts een tweejarig contract bij de Nederlandse eerstedivisionist FC Eindhoven. Op 20 oktober 2023 maakte hij zijn officiële debuut voor de club: in de competitiewedstrijd tegen Helmond Sport (1-2-nederlaag) liet trainer Willem Weijs hem in de 80e minuut invallen.
Mede door de gevolgen van een slaapwandelongeval en ander blessureleed kwam Swerts in zijn debuutseizoen bij Eindhoven niet verder dan zes invalbeurten in de Keuken Kampioen Divisie. In zijn tweede seizoen volgden slechts vier invalbeurten, waardoor het aflopende contract van Swerts niet verlengd werd. Kort daarop tekende de jonge twintiger bij FC Wezel Sport.

## Clubstatistieken
| Seizoen         | Club            | Land               | Competitie              | Competitie | Competitie | Beker | Beker | Supercup | Supercup | Europees | Europees | Totaal | Totaal |
| Seizoen         | Club            | Land               | Competitie              | Wed.       | Dlp.       | Wed.  | Dlp.  | Wed.     | Dlp.     | Wed.     | Dlp.     | Wed.   | Dlp.   |
| --------------- | --------------- | ------------------ | ----------------------- | ---------- | ---------- | ----- | ----- | -------- | -------- | -------- | -------- | ------ | ------ |
| 2022/23         | Jong Genk       | Vlag van België    | Eerste klasse B         | 11         | 0          | —     | —     | —        | —        | —        | —        | 11     | 0      |
| 2023/24         | FC Eindhoven    | Vlag van Nederland | Keuken Kampioen Divisie | 6          | 0          | 0     | 0     | —        | —        | —        | —        | 6      | 0      |
| 2024/25         | FC Eindhoven    | Vlag van Nederland | Keuken Kampioen Divisie | 4          | 0          | 0     | 0     | —        | —        | —        | —        | 4      | 0      |
| 2025/26         | FC Wezel Sport  | Vlag van België    | Derde afdeling VV B     | 0          | 0          | 0     | 0     | —        | —        | —        | —        | 11     | 0      |
| Carrière totaal | Carrière totaal | Carrière totaal    | Carrière totaal         | 21         | 0          | 0     | 0     | 0        | 0        | 0        | 0        | 21     | 0      |

Bijgewerkt op 7 juli 2025.